# Joe Grue
Joe Grue (ur. 20 czerwca 1981) – amerykański brydżysta z tytułem World International Master (WBF).

## Wyniki brydżowe

### Olimpiady
Na olimpiadach uzyskał następujące rezultaty:
| Olimpiady Brydżowe. Zawody teamów | Olimpiady Brydżowe. Zawody teamów | Olimpiady Brydżowe. Zawody teamów     | Olimpiady Brydżowe. Zawody teamów | Olimpiady Brydżowe. Zawody teamów | Olimpiady Brydżowe. Zawody teamów |
| Rok                               | Miejsce                           | Zawody                                | Kategoria                         | Drużyna                           | Pozycja                           |
| --------------------------------- | --------------------------------- | ------------------------------------- | --------------------------------- | --------------------------------- | --------------------------------- |
| 2008                              | Pekin                             | 1. Światowe Zawody Sportów Umysłowych | Juniorzy                          | USA                               | 9                                 |
| 2002                              | Salt Lake City                    | 4. Mistrzostwa o Wielką Nagrodę MKOL  | Juniorzy                          | North America                     | 3                                 |

| Olimpiady Brydżowe. Zawody Par | Olimpiady Brydżowe. Zawody Par | Olimpiady Brydżowe. Zawody Par        | Olimpiady Brydżowe. Zawody Par | Olimpiady Brydżowe. Zawody Par | Olimpiady Brydżowe. Zawody Par |
| Rok                            | Miejsce                        | Zawody                                | Kategoria                      | Partner                        | Pozycja                        |
| ------------------------------ | ------------------------------ | ------------------------------------- | ------------------------------ | ------------------------------ | ------------------------------ |
| 2008                           | Pekin                          | 1. Światowe Zawody Sportów Umysłowych | Juniorzy                       | Justin Lall                    | 55                             |

### Zawody światowe
W światowych zawodach zdobył następujące lokaty:
| Mistrzostwa Świata. Konkurencja teamów | Mistrzostwa Świata. Konkurencja teamów | Mistrzostwa Świata. Konkurencja teamów    | Mistrzostwa Świata. Konkurencja teamów | Mistrzostwa Świata. Konkurencja teamów | Mistrzostwa Świata. Konkurencja teamów |
| Rok                                    | Miejsce                                | Zawody                                    | Kategoria                              | Drużyna                                | Pozycja                                |
| -------------------------------------- | -------------------------------------- | ----------------------------------------- | -------------------------------------- | -------------------------------------- | -------------------------------------- |
| 2011                                   | Veldhoven                              | 40. Mistrzostwa Świata Teamów             | Open                                   | USA 2                                  | 2                                      |
| 2010                                   | Filadelfia                             | 13. Seria Mistrzostw Świata               | Open                                   | Gordon                                 | 33                                     |
| 2009                                   | São Paulo                              | 39. Mistrzostwa Świata Teamów             | Trans                                  | Mark Gordon                            | 18                                     |
| 2006                                   | Bangkok                                | 11. Młodzieżowe Mistrzostwa Świata Teamów | Juniorzy                               | USA 1                                  | 1                                      |
| 2006                                   | Werona                                 | 12. Mistrzostwa Świata                    | Open                                   | Berg                                   | 17                                     |
| 2005                                   | Estoril                                | 37. Mistrzostwa Świata Teamów             | Trans                                  | O'Rourke                               | 61                                     |
| 2005                                   | Sydney                                 | 10. Młodzieżowe Mistrzostwa Świata Teamów | Juniorzy                               | USA 1                                  | 1                                      |
| 2003                                   | Paryż                                  | 9. Młodzieżowe Mistrzostwa Świata Teamów  | Juniorzy                               | USA 2                                  | 3                                      |
| 2003                                   | Mentona                                | 1. Otwarte Mistrzostwa Europy             | Open                                   | Schifko                                | 124                                    |
| 2002                                   | Montreal                               | 11. Mistrzostwa Świata                    | Open                                   | Grue                                   | 97                                     |
| 2001                                   | Mangaratiba                            | 8. Młodzieżowe Mistrzostwa Świata Teamów  | Juniorzy                               | USA 1                                  | 1                                      |

| Mistrzostwa Świata. Konkurencja par | Mistrzostwa Świata. Konkurencja par | Mistrzostwa Świata. Konkurencja par   | Mistrzostwa Świata. Konkurencja par | Mistrzostwa Świata. Konkurencja par | Mistrzostwa Świata. Konkurencja par |
| Rok                                 | Miejsce                             | Zawody                                | Kategoria                           | Partner                             | Pozycja                             |
| ----------------------------------- | ----------------------------------- | ------------------------------------- | ----------------------------------- | ----------------------------------- | ----------------------------------- |
| 2010                                | Filadelfia                          | 13. Mistrzostwa Świata                | Miksty                              | Ruth Stober                         | 10                                  |
| 2010                                | Filadelfia                          | 13. Mistrzostwa Świata                | Open                                | Curtis Cheek                        | 45                                  |
| 2009                                | San Remo                            | 4. Otwarte Mistrzostwa Europy         | Open                                | Geoff Hampson                       | 151                                 |
| 2006                                | Pieszczany                          | 6. Młodzieżowe Mistrzostwa Świata Par | Juniorzy                            | John Kranyak                        | 12                                  |
| 2006                                | Werona                              | 12. Mistrzostwa Świata                | Miksty                              | Ruth Stober                         | 301                                 |
| 2006                                | Werona                              | 12. Mistrzostwa Świata                | Open                                | Curtis Cheek                        | 103                                 |
| 2003                                | Tata                                | 5. Młodzieżowe Mistrzostwa Świata Par | Juniorzy                            | John Kranyak                        | 4                                   |
| 2003                                | Mentona                             | 1. Otwarte Mistrzostwa Europy         | Open                                | Andrew Moss                         | 315                                 |
| 2002                                | Montreal                            | 11. Mistrzostwa Świata                | Open                                | Mike Moss                           | 73                                  |
| 2001                                | Stargard                            | 4. Mistrzostwa Świata Par Juniorów    | Juniorzy                            | Joel Wooldridge                     | 108                                 |

## Klasyfikacja
- Joe Grue – klasyfikacja WBF (ang.)